# Polyphrades
Polyphrades är ett släkte av skalbaggar. Polyphrades ingår i familjen vivlar.

## Dottertaxa tillPolyphrades, i alfabetisk ordning[1]
- Polyphrades aesalon
- Polyphrades ampliatus
- Polyphrades apicalis
- Polyphrades argentarius
- Polyphrades basalis
- Polyphrades basirostris
- Polyphrades biplagiatus
- Polyphrades brevirostris
- Polyphrades cinereus
- Polyphrades collaris
- Polyphrades concinnus
- Polyphrades cordatus
- Polyphrades cordipennis
- Polyphrades crassicornis
- Polyphrades despicatus
- Polyphrades duriusculus
- Polyphrades emblematicus
- Polyphrades exoletus
- Polyphrades extenuatus
- Polyphrades fortis
- Polyphrades fulvus
- Polyphrades granicollis
- Polyphrades granulatus
- Polyphrades halmaturinus
- Polyphrades hartmeyeri
- Polyphrades inconspicuus
- Polyphrades insignipennis
- Polyphrades laetus
- Polyphrades laminatus
- Polyphrades laticollis
- Polyphrades latipennis
- Polyphrades latus
- Polyphrades longipennis
- Polyphrades longulus
- Polyphrades macrops
- Polyphrades marmoratus
- Polyphrades modestus
- Polyphrades moestus
- Polyphrades murinus
- Polyphrades nanus
- Polyphrades nitidilabris
- Polyphrades ortyx
- Polyphrades paganus
- Polyphrades pardalotus
- Polyphrades parvus
- Polyphrades perignarus
- Polyphrades perplexus
- Polyphrades pictus
- Polyphrades planipennis
- Polyphrades pusillus
- Polyphrades raui
- Polyphrades rostralis
- Polyphrades rugulosus
- Polyphrades satelles
- Polyphrades setosus
- Polyphrades subterraneus
- Polyphrades tibialis
- Polyphrades tumidulus
- Polyphrades uniformis
- Polyphrades vitis